# Agiortia pleiosperma
Agiortia pleiosperma là một loài thực vật có hoa trong họ Thạch nam. Loài này được (F.Muell.) Quinn mô tả khoa học đầu tiên năm 2005.